# Puente del Bicentenario
El Puente(s) del Bicentenario es una obra vial ubicada sobre el río Suquía en la llamada área del nuevo Centro Cívico. El puente fue construido como plan para mejorar la conexión entre los barrios General Paz y Juniors con el Centro de la ciudad. Fue inaugurado el 29 de junio de 2011, 20 días antes del plazo estimado.
La construcción del mismo estuvo a manos de la empresa Electroingeniería SA. dos puentes de hormigón armado de 80 ms de luza cada uno (dos tramos de  25 ms y uno de 30 ms), con calzadas de dos trochas de 7 ms de ancho y veredas peatonales de 2.50 ms.
Para la adecuación a la red vial existente, se realizó la construcción de dos rotondas canalizadoras que implicaron aproximadamente 2.400 m² de pavimento de hormigón, de las cuales nacen dos calzadas de hormigón que cruzan las vías del FFCC Mitre (en etapa de remodelación para el paso del Ferrourbano) con un nuevo paso a nivel con las correspondientes barreras y señalizaciones para desembocar en la Av. Perón con una distribuidora de tránsito con calzadas de aproximadamente 3100 m², que ordena la circulación de avenida Perón, con la intersección de calles Balcarce y Rosario de Santa Fe. El sentido de circulación de esta última calle cambio a este-oeste, entre Bv. Guzmán y Chacabuco.
Además de los puentes, quedaron habilitados dos tramos viales que permiten el acceso a la avenida Olmos. La calle más importante es la que nace a la altura de la primera rotonda de Rosario de Santa Fe y atraviesa los antiguos predios del ferrocarril Mitre, hasta llegar a la avenida metros antes del puente que comunica el centro con General Paz.
El otro tramo es una subida que permite el acceso al puente 24 de Septiembre desde la avenida Costanera norte, que se transformará en una nueva forma de ingreso a General Paz para quienes vienen circulando desde barrio San Vicente.